# Gérard Longuet
Gérard Edmond Jacques Longuet (ur. 24 lutego 1946 w Neuilly-sur-Seine) – francuski polityk, eurodeputowany, minister przemysłu (1993–1994), minister obrony (2011–2012), senator, przewodniczący Partii Republikańskiej

## Życiorys
Absolwent Instytutu Nauk Politycznych w Paryżu i École nationale d’administration. W drugiej połowie lat 60. działał w radykalnie antykomunistycznej i paramilitarnej organizacji Occident (razem m.in. z Alainem Madelinem).
Pracę w administracji rozpoczął w prefekturach departamentów Eure i Somma. W latach 70. przez rok był sekretarzem stanu w kancelarii premiera Raymonda Barre. Przystąpił do centrowej i federacyjnej Unii na rzecz Demokracji Francuskiej, a w jej ramach w Partii Republikańskiej. W latach 1982–1986 był skarbnikiem, następnie do 1990 sekretarzem generalnym republikanów. Od 1990 do 1995 pełnił funkcję przewodniczącego tego ugrupowania. W okresie 1990–1998 był też wiceprzewodniczącym całej UDF.
Od 1978 do 1981 po raz pierwszy zasiadał w Zgromadzeniu Narodowym. Później był wybierany do niższej izby parlamentu także w 1986, 1988 i 1993. Sprawował mandat radnego departamentu Moza (1979–1983, 1998–2001), a także wiceprzewodniczącego rady generalnej (1982–1986). Od 1984 do 1986 pełnił funkcję deputowanego do Parlamentu Europejskiego.
W drugim rządzie Jacques'a Chiraca był sekretarzem stanu, a następnie ministrem delegowanym ds. turystyki. W 1992 objął stanowisko przewodniczącego regionu Lotaryngia, które zajmował przez dwanaście lat. Od 1993 do 1994 był ministrem przemysłu, handlu zagranicznego, poczty i telekomunikacji w gabinecie Édouarda Balladura. W 1997 znalazł się wśród założycieli powstałej na bazie republikanów Demokracji Liberalnej, która rok później opuściła UDF. W 2001 został wybrany w skład Senatu (reelekcja w 2011 i 2017). W 2002 przystąpił wraz z DL do Unii na rzecz Ruchu Ludowego. W 2011 powołany na ministra obrony i spraw kombatantów w trzecim rządzie François Fillona, funkcję tę pełnił do 2012.